# 818

## Догађаји
- Википедија:Непознат датум — Владавина династије Абасида у Багдаду.

- Абасидски калиф Ел-Мамун је напустио Мерв да би сузбијао побуну у Багдаду.
- Ал-Андалуз: Тешка побуна избија у предграђима Кордобе, против Емирата Кордобе.. У предграђима Кордоба, неред је избио против емира. Након његовог сузбијања, многи од побуњеника су погубљени, други су побегли у Толедо и Фез.
- Устанак је избио у Бретањи, где су Бретони изабрали свог краља Морвана. Луј I Побожни је повео трупе које су убиле Морвана и угушиле побуну.
- 8. септембар - 8. март - Устанак Словена против Франака под вођством кнеза Људевита Посавског, који је брутално угушио Луј I Побожни. Словени познати као Тимочани на реци Тимок прекидају своју савез са Бугарима. Кнез Људевит шаље емисаре цару Лују Побожном, да потврди њихову независност од Франака.
- Владавина великог моравског кнеза Мојмира I.

- Викинзи познатију пљачкају северну обалу Анадолије (модерне Турске), обележавајући први забиљежени викиншки напад на територији Византијског царства.
- 17. април - Краљ Бернар од Италије, нелегитимни син Пепина од Италије, осуђен је на смрт од стрне Луј I Побожног. Краљевина Италија се поново удружују у Франачко царство.

## Смрти
- Википедија:Непознат датум — Свети Михаил - хришћански светитељ и епископ синадски.
- Бернар од Италије